# Zinowiewia micrantha
Zinowiewia micrantha är en benvedsväxtart som beskrevs av C.L. Lundell. Zinowiewia micrantha ingår i släktet Zinowiewia och familjen Celastraceae. Inga underarter finns listade.